# Вануйто, Константин Альевич
Константин Альевич Вануйто — советский хозяйственный, государственный и политический деятель, Герой Социалистического Труда.

## Биография
Родился 30 января 1920 года в ямальской тундре в семье ненцев-оленеводов. Член ВКП(б) с 1947 года.
С 1936 года — на хозяйственной, общественной и политической работе. В 1936—1975 гг. — пастух в оленеводческой бригаде, бригадир в колхозе «Коммунар» в селе Новый Порт, в совпартшколе, председатель рыболовецкого колхоза «Коммунар» Ямальского района, председатель колхоза «Новая Сила» в селе Новый Порт, председатель колхоза имени В. И. Ленина в селе Яр-Сале, охотовед совхоза «Ярсалинский», охотовед совхоза «Ямальский» Ямало-Ненецкого национального округа Тюменской области.
Указом Президиума Верховного Совета СССР от 7 апреля 1958 года присвоено звание Героя Социалистического Труда с вручением ордена Ленина и золотой медали «Серп и Молот».
Избирался депутатом Верховного Совета СССР 5-го созыва.
Умер в 1979 году в Салехарде.

## Комментарии
1. ↑  Отчество упоминается также в написаниях Алеевич[1] и Алиевич[2].